# Pieksämäki
Pieksämäki – miasto i gmina w Finlandii. Zwarte osadnictwo istniało tu od XIV wieku, region administracyjny (pitäjä) utworzono w latach 1574-1575, prawa miejskie nadano w roku 1962.
Miasto jest położone w prowincji Finlandia Wschodnia wśród lasów i jezior, jest częścią Południowej Savonii. Pieksämäki zawdzięcza swój rozwój skrzyżowaniu szlaków kolejowych: kolei savońskiej z Helsinek do Oulu przez Kuopio, której dworzec kolejowy powstał w r. 1889 oraz linii w 3 innych kierunkach, tj. do Joensuu, Savonlinny (dochodzącej kiedyś aż do Petersburga) i Tampere. Dziś miasto żyje z usług, choć plany wybudowania tu ogromnego centrum handlowego pod nazwą Ideapark nie zostały zrealizowane.
Znaczące budynki: drewniany kościół (A. Sorsa 1753), wieża ciśnień (Aarne Ervi 1956), Centrum Kultury Poleeni (Gullichsen-Kairamo-Vormala  1989).
W mieście jest stacja kolejowa Pieksämäki.

## Współpraca
- Gmina Faaborg-Midtfyn, Dania
- Falkenberg, Szwecja
- Gyöngyös, Węgry
- Porsgrunn, Norwegia
- Szuja, Rosja